# Year0001
Year0001 (стилизировано YEAR0001) — независимый звукозаписывающий лейбл, базирующийся в Стокгольме, Швеция. Основанный в 2015 году Оскаром Экманом и Эмилио Фагоне, он имеет эксклюзивное дистрибьюторское соглашение с Kobalt Music Group.
Year0001 также имеет несколько подлейблов, включая Arketyp, который специализируется на музыке на шведском языке, а также World Affairs, подлейбл, курируемый Yung Lean и Bloom.

## Список исполнителей
- Bladee
- Bloodz Boi
- bod [包家巷]
- Chariot
- Dark0
- Död Mark
- Ecco2K
- Lokey
- Merely
- Nadia Tehran[2]
- Namasenda
- Provoker
- Quartermaster
- Quiltland
- RX Papi
- Team Rockit
- Thaiboy Digital
- DJ Billybool
- Varg²™
- Viagra Boys
- Whitearmor
- Gud
- Yung Sherman